# Hydriomena excelsa
Hydriomena excelsa är en fjärilsart som beskrevs av William Schaus 1912. Hydriomena excelsa ingår i släktet Hydriomena och familjen mätare. Inga underarter finns listade i Catalogue of Life.